# Moravský Svätý Ján
Moravský Svätý Ján és un poble i municipi d'Eslovàquia que es troba a la regió de Trnava, a l'oest del país.

## Història
La primera menció escrita de la vila es remunta al 1449.

## Demografia
| Godina             | 1994 | 2004   | 2014   | 2024   |
| ------------------ | ---- | ------ | ------ | ------ |
| Nombre de persones | 2018 | 2074   | 2115   | 2126   |
| Diferència         |      | +2,77% | +1,97% | +0,52% |

| Godina             | 2023 | 2024   |
| ------------------ | ---- | ------ |
| Nombre de persones | 2135 | 2126   |
| Diferència         |      | −0,42% |